# Чемков
Чемков (бел. Чамкоў) — упразднённая деревня в Хойникском районе Гомельской области Беларуси. Входил в состав Стреличевского сельсовета.
В 47 км на юг от районного центра Хойники и железнодорожной станции в этом городе, расположенной на ветке Василевичи — Хойники отходящей от линии Брест — Гомель, в 152 км от Гомеля, в 0,5 км от границы с Украиной.
Находится на территории Полесского радиационно-экологического заповедника.

## Транспортная система
Транспортная связь по просёлочной, а затем по автодороге Хойники — Довляды.
В посёлке нет жилых домов (2004 год). Планировка — прямолинейная, с широтной ориентацией, улица. Застройка деревянными домами усадебного типа.

## Экология и природа
В связи с радиационным загрязнением после катастрофы на Чернобыльской АЭС жители (21 семья) переселены в места не загрязнённые радиацией. Сейчас это одно из самых загрязнённых сёл ПГРЭЗ.

## История
Согласно письменным источникам известна с XIX века в Речицком уезде Минской губернии. Хозяином имения был дворянин Василевский, который в 1876 году владел 100 десятинами земли.
В 1931 году организован колхоз.
Во время Великой Отечественной войны в мае 1943 года оккупанты полностью сожгли деревню и убили 19 жителей, на фронтах войны погибли 23 жителя деревни.
Согласно переписи 1959 года входила в состав колхоза «Новая жизнь» (центр — деревня Радин).

## Население

### Численность
2004 год — жителей нет.

### Динамика
- 1940 год — 37 дворов, 119 жителей.
- 1959 год — 138 жителей (согласно переписи).
- 2004 год — жителей нет.